# ستيفان كارنو
ستيفان كارنو (بالفرنسية: Stéphane Carnot)‏ هو مدرب كرة قدم ولاعب كرة قدم فرنسي في مركز الوسط، ولد في 8 يوليو 1972 في كامبار في فرنسا. لعب مع نادي أوكسير ونادي إنتينت ونادي غانغون ونادي موناكو.

## وصلات خارجية
- ستيفان كارنو على موقع رابطة كرة القدم الفرنسية للمحترفين (الإنجليزية)
- ستيفان كارنو على موقع قاعدة بيانات كرة القدم.إي يو (الإنجليزية)
- ستيفان كارنو على موقع ليكيب (الفرنسية)
- ستيفان كارنو على موقع عالم كرة القدم.نت (الإنجليزية)
- ستيفان كارنو على موقع أوليمبيديا (الإنجليزية)